# Quatrième arrondissement électoral du Nord (Lille) de 1830 à 1831
Le 4e arrondissement électoral du Nord était l'une des 8 circonscriptions législatives françaises que comptait le département du Nord  la première année de la Monarchie de Juillet.

## Description géographique et démographique
Le 4e arrondissement électoral du Nord était situé à la périphérie de l'agglomération Lilloise. Située entre les arrondissements d'Hazebrouck et de Douai, la circonscription est centrée autour de la ville de Lille. 
Elle regroupait les divisions administratives suivantes : Canton de Lille-Nord-Est ; Canton de Lille-Sud-Est ; Canton de Lille-Sud-Ouest ; Canton d'Armentières ; Canton de La Bassée ; Canton de Cysoing ; Canton d'Haubourdin ; Canton de Seclin et le Canton de Pont-à-Marcq.

## Historique des députations
| Législature     | Début de mandat | Fin de mandat | Député élu               | Parti politique          | Observations |
| --------------- | --------------- | ------------- | ------------------------ | ------------------------ | ------------ |
| Ire législature | 21 octobre 1830 | 31 mai 1831   | Romain-Joseph de Brigode | Gauche constitutionnelle |              |